# San Gervasio Bresciano
San Gervasio Bresciano (lombardul: San Gervàs) település Olaszországban, Lombardia régióban, Brescia megyében. Lakosainak száma 2676 fő (2023. január 1.). San Gervasio Bresciano Alfianello, Bassano Bresciano, Manerbio, Milzano, Pontevico és Cigole községekkel határos.

## Népesség
A település lakossága az elmúlt években az alábbi módon változott:
| Lakosok száma | 2562 | 2571 | 2676 |
|               | 2017 | 2018 | 2023 |